# 7 Strzelecki Pułk Piechoty
7 Strzelecki Pułk Piechoty – pułk piechoty polskiej okresu III powstania śląskiego działający w Grupie „Północ”. Pierwotnie pod nazwą Podgrupa „Harden” (od pseud. dcy Krzysztofa Konwerskiego), następnie od 6 maja 1921 jako Podgrupa „Bogdan” (od pseud. dcy Teodora Kulika), a od połowy czerwca 1921 jako 7 Pułk Strzelecki.
Jego żołnierze rekrutowali się z okolic Strzelec Opolskich (stąd nazwa), a także z Prudnika, Toszka i Koźla.